# 道北日報
道北日報（どうほくにっぽう）社名：道北日報社。北海道上川总合振興局管辖内士別市、剑淵町、和寒町等地发行的日刊地方性报纸。1949年道北新報社（每周发行3次）創刊。1963年社名变更为道北日報社。1966年改为日刊。

## 本社
- 北海道士別市大通東11丁目

## 紙面内容
与本地域紧密的政治、社会、文化新闻以及「失物」、「拾物」、「丢狗」、「寻狗」等熟悉的情報網羅。
网上内容有市町村选举速報、新闻视频、对新闻进行现场直播。